# El Faro (restaurante)
El Faro era un restaurante de comida española localizada en 823 Greenwich Street en el barrio del West Village de Manhattan, Nueva York en los Estados Unidos. El Faro abrió en 1927 y cerró en el 2012 debido a problemas financieros.
En su momento de clausura en el 2012, El Faro era el restaurante español más antiguo de Nueva York. Al cerrar El Faro, el restaurante El Quijote en el Hotel Chelsea, que abrió en 1930, se convirtió en el restaurante español más antiguo de la ciudad. Juntos, forman parte de los comercios que perduran del antiguo barrio de Little Spain, la antigua colonia española en Manhattan del siglo XX.

## Historia
Su primer conjunto de dueños en 1927 eran Manuel Rivas y Eduardo Cabana, abrieron el restaurante como parrilla y barra española. En los años 1920 y 1930, esta zona de Nueva York era fuertemente poblada con inmigrantes irlandeses que trabajaban en la colindante industria cárnica que existía en el barrio, hoy en día llamado el Meatpacking District. El restaurante estaba localizado cerca de la 14.ª Calle y la Octava Avenida, una zona conocida como Little Spain, el barrio de la comunidad española de Nueva York.
En 1996, El Faro fue otorgado el premio Village Award por la organización Greenwich Village Society for Historic Preservation (en español, la Sociedad de Greenwich Village para la Preservación Histórica).
En el 2010 los últimos dueños del restaurante, José Pérez y su hijo Joe Pérez, fueron entrevistados por el director Artur Balder para el documental español Little Spain. El documental de 2010 buscaba para realzar las memorias e hitos importantes del barrio español de Little Spain.